# Zemun
Zemun (Servisch: Земун Hongaars: Zimony) is een gemeente binnen het Servische hoofdstedelijke district Belgrado.
Zemun telt 152.950 inwoners (2002) op een oppervlakte van 154 km².
Tot 1920 was dit gebied onderdeel van het Hongaarse deel van de dubbelmonarchie Oostenrijk-Hongarije en wel tot het comitaat Szerém (Syrmië), dat grotendeels samenvalt met het huidige district Srem.

## Geboren
- Dejan Čurović (1968), voetballer
- Aleksandar Karakašević (1975), tafeltennisser
- Mateja Kežman (1979), voetballer

Barajevo · Čukarica · Grocka · Lazarevac · Mladenovac · Novi Beograd · Obrenovac · Palilula · Rakovica · Savski Venac · Sopot · Stari Grad · Surčin · Voždovac · Vračar · Zemun · Zvezdara